# Roch Valin
Roch Valin (* 1918 in Jonquière, Saguenay; † Mai 2012 in Montreal) war ein kanadischer Linguist und Romanist.

## Leben und Werk
Valin besuchte das Gymnasium in Chicoutimi und studierte ab 1942 Französisch und Latein an der Universität Laval in Québec. Von 1948 bis 1951 studierte er Sprachwissenschaft an der Sorbonne und an der École pratique des hautes études und wurde Schüler von Gustave Guillaume, mit dem er fortan in Kontakt blieb, ohne aber je eine Promotion abzuschließen. Von 1951 bis 1959 leitete er an der Universität Laval die Sprachausbildung für Ausländer. Von 1960 bis 1970 leitete er das auf seine Initiative hin gegründete Institut für Linguistik, das erste seiner Art in Kanada. Gleichzeitig lehrte er  am Institut Catholique de Paris (ferner an den Universitäten Straßburg und Chambéry) die linguistische Theorie des 1960 verstorbenen Gustave Guillaume. Ab 1970 publizierte er als von Guillaume eingesetzter Nachlassverwalter dessen nachgelassene Schriften, ab 1974 im Rahmen des von ihm eingerichteten 'Fonds Gustave Guillaume' (Leçons de linguistique, 4 Bde., 1971–1974, weitere 12 Bde. mit Walter Hirtle und André Joly, 1982–1999). Bis zu seinem Ruhestand 1986 lehrte er an der Universität Laval die Linguistik seines Lehrers, die sog. „Psychomécanique du langage“.

## Werke
- Petite introduction à la psychomécanique du langage, Québec 1954
- La Méthode comparative en linguistique historique et en psychomécanique du langage, Québec 1964
- Perspectives psychomécaniques sur la syntaxe, Québec 1981
- Centenaire d'une naissance: Gustave Guillaume (1883–1960), in: Historiographia Linguistica 12, 1985, S. 85–104
- Le langage au prisme de la science. Essai d'épistémogénèse, Québec/Paris 1988, 1997
- L'envers des mots. Analyse psychomécanique du langage, Québec/Paris 1994
- Guillaumismus/Guillaumisme, in: Lexikon der Romanistischen Linguistik, hrsg. von Günter Holtus, Michael Metzeltin und Christian Schmitt, Bd. I, 1, Tübingen 2001, S. 307–313